# Árboles ebrios
Se denominan árboles ebrios o árboles inclinados, a un grupo de árboles que se encuentran desplazados respecto a su posición vertical.
Este fenómeno ocurre con frecuencia en los bosques de taiga de abeto negro (Picea mariana) en el subártico, en donde se han derretido sectores discontinuos de permafrost o cuñas de hielo, lo que produce que los árboles se inclinen adoptando diversos ángulos.

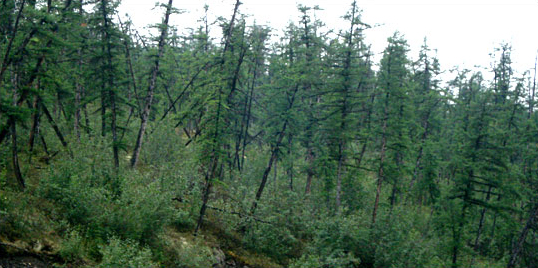
Un bosque ebrio en Siberia causado por el derretimiento del permafrost. Fotografía NASA.

Los árboles inclinados pueden adoptar dicha configuración a causa de hinchamiento por congelamiento, y posterior desarrollo de palsa, hummocks, licuefacción de suelos, glaciares de roca forestados activos,
corrimientos de tierra, o sismos. En grupos de abetos de igual edad que germinaron en una capa activa de permafrost luego de un incendio, el proceso de inclinación comienza cuando los árboles tienen entre 50 a 100 años de edad, lo que indicaría que el hinchamiento de la superficie por la agradación de nuevo permafrost también puede producir árboles ebrios.

## Permafrost
El permafrost, que es suelo (o roca) que permanece a temperaturas por debajo de 0 °C durante por lo menos dos años consecutivos forma una matriz sólida en el suelo que puede extenderse hasta profundidades de cientos de metros. El permafrost evita que los árboles puedan desarrollar sistemas de raíces profundos; por ejemplo el abeto negro que se ha adaptado a los suelos  permafrost no posee una raíz primaria importante. En zonas en las cuales la temperatura del  permafrost se encuentra próxima al punto de fusión del agua, variaciones del clima, o pérdida de la vegetación de la superficie a causa del fuego, inundaciones, construcciones o deforestación, pueden ablandar las porciones superiores del permafrost, creando un termokarst, que es el nombre científico para un colapso del suelo causado por permafrost que se derrite.
El termokarst afecta a la red de raíces poco profundas de estos árboles, haciendo que se inclinen o vuelquen por completo.
Los lagos de termokarst se encuentran rodeados por un anillo de árboles ebrios inclinados hacia el lago, lo cual hace fácil de identificar estas características del paisaje.
Los árboles ebrios pueden eventualmente morir a causa de su desplazamiento, y en permafrosts abundantes en hielo todo el ecosistema de bosque ebrio puede ser destruido por el derretimiento. Los árboles inclinados que no se vuelcan por completo pueden recuperarse mediante gravitropismo por lo tanto continuando su crecimiento vertical, por lo tanto tomando una forma curva. La madera de reacción formada por este proceso puede ser estudiada utilizando dendrocronología de los anillos de crecimiento anual para determinar cuando es que el árbol se inclinó.

## Relación con el cambio climático
Los árboles ebrios no son un fenómeno completamente nuevo, evidencia dendrocronológica permite fechar la inclinación por termokarst por lo menos hasta el siglo XIX. El límite sur del permafrost subártico alcanzó su pico durante la Pequeña Edad de Hielo de los siglos XVI y XVII, y se encuentra en declinación desde entonces.
El permafrost se encuentra en una condición de no-equilibrio con el clima, y gran parte del permafrost existe se encuentra en un estado relicto. Sin embargo, el ritmo de ablandamiento ha ido en aumento, y se espera que gran parte del permafrost existente se ablande durante el siglo XXI.
Al Gore citó a los árboles ebrios producto del derretimiento del permafrost en Alaska como una evidencia del calentamiento global, como parte de su presentación en la película documental de 2006 titulada An Inconvenient Truth.
Un calentamiento similar que produce el ablandamiento del permafrost en la vecina Siberia ha sido atribuido a una combinación de cambio climático de origen antropogénico, un fenómeno atmosférico cíclico denominado  la oscilación ártica, y lazos de realimentación a causa de modificaciones del albedo luego que el derretimiento del hielo expusiera zonas del suelo y de océano que absorben la radiación solar en vez de reflejarla.